# Андреев, Геннадий Николаевич
Генна́дий Никола́евич Андре́ев (род. 19 июня 1936, Оха, Сахалинская область — 25 февраля 1986, Москва) — советский партийный государственный деятель, дипломат. Первый секретарь Тольяттинского горкома КПСС (1965 — 1967 год), Второй секретарь ЦК Коммунистической партии Армянской ССР (1979 — 1985 год), кандидат в члены ЦК КПСС (1981 — 1986 год). Депутат Совета Национальностей Верховного Совета СССР 11 созыва от Армянской ССР (1984 — 1989 год).

## Биография
В КПСС вступил 1960 году студентом.
Окончил Уральский политехнический институт.
В 1962—1964 годах — по распределению работал начальником смены, в 1963 году избрался секретарём заводского партийного комитета КПСС на Куйбышевском химическом заводе «Куйбышевфосфор» в городе Тольятти.
В 1964—1965 годах — второй секретарь Тольяттинского горкома КПСС. 1965 — 1967 год — первый секретарь Тольяттинского горкома КПСС.
В 1967—1971 годах — слушатель Высшей политической школы при Центральном комитете Коммунистической партии Чехословакии.
В 1971—1979 годах  — инструктор, заведующий сектором отдела организационно-партийной работы ЦК КПСС в Москве.
В 1979—1985 годах — второй секретарь Центрального комитета Коммунистической партии Армении.
С 29 марта 1985 по 25 февраля 1986 года — чрезвычайный и полномочный посол СССР в Эфиопии.
Являлся кандидатом в члены ЦК КПСС, депутатом Верховного Совета СССР и Армянской ССР. Был избран делегатом 27-го съезда КПСС.
Скончался 25 февраля 1986 года, похоронен на Кунцевском кладбище в Москве.

### Награды
- Орден Трудового Красного Знамени,
- Два ордена «Знак Почёта», медали.